# Krótkowzroczność
Krótkowzroczność (miopia, z gr. → myopia) – jedna z najczęściej spotykanych wad refrakcyjnych wzroku polegająca na tym, że układ optyczny oka nieprawidłowo skupia promienie świetlne. Oko miarowe to takie, które bez żadnego napięcia mięśni, skupia równoległe promienie światła dokładnie na siatkówce, czyli dla obiektu nieskończenie odległego na siatkówce pojawi się jego ostry obraz. W miarę skracającej się odległości od obiektu, mięsień rzęskowy zmienia kształt soczewki, powodując tym zmianę odległości ogniskowej, dzięki czemu obraz zawsze trafia dokładnie na siatkówkę (zjawisko akomodacji). W oku krótkowzrocznym równoległe promienie pochodzące od nieskończenie odległego obiektu ogniskowane są przed siatkówką wskutek czego obraz staje się nieostry. Zazwyczaj jest to spowodowane kurczem mięśnia rzęskowego lub adaptacją oka do występujących warunków poprzez wydłużenie osi gałki ocznej. Im wyższy stopień kurczu lub długość gałki ocznej tym bardziej skraca się odległość od obiektu przy której światło trafia dokładnie na siatkówkę. Jeśli jednak jest wystarczająco jasno to osoba krótkowzroczna pomaga sobie mrużąc oczy, zmniejszając rozproszenie obrazu na siatkówce poprzez zwiększenie głębi ostrości. Nazwa krótkowzroczności „miopia” pochodzi z języka greckiego (myōpía „krótkowzroczność”, od mýōps „krótkowidz”, dosłownie „mrużyok”, od mýein „zamykać” i ṓps „oko”). Przy patrzeniu na bliskie odległości, krótkowidz stara się zmniejszyć odległość między oczami a oglądanym przedmiotem, aby ten znalazł się w zakresie ostrego widzenia.
W celu korekcji ostrości widzenia krótkowidza stosuje się okulary korekcyjne lub soczewki kontaktowe. Są to soczewki rozpraszające wklęsło-wypukłe. Ich moc optyczną podaje się w dioptriach dodając znak minus. Przeprowadza się również zabiegi chirurgiczne pozwalające wyeliminować konieczność noszenia okularów, choć wiąże się to z pewnym ryzykiem wystąpienia efektów ubocznych. Można także wycofać zmiany w oczach pozbywając się kurczu mięśnia rzęskowego i skracając długość osiową gałki ocznej wykorzystując mechanizmy adaptacyjne.

## Rodzaje krótkowzroczności
- krótkowzroczność osiowa (zbyt długa oś gałki ocznej). Typ najczęściej spotykany – rozwija się zwykle w okresie dojrzewania płciowego i osiąga ostateczny poziom u kobiet między 15 a 17 rokiem życia i u mężczyzn w wieku 18–20 lat
- krótkowzroczność krzywiznowa (zbyt wypukła krzywizna poszczególnych elementów układu optycznego oka, zwłaszcza rogówki i soczewki).
- krótkowzroczność refrakcyjna (zbyt duży współczynnik załamania soczewki, najczęściej na skutek rozwijającej się cukrzycy lub zaćmy jądrowej).
- pseudomiopia (występuje, gdy kurcz mięśnia rzęskowego uniemożliwia oku skupienie się na oddalonych obiektach, czasami z przerwami. Jest to efekt tymczasowy, wyraźne widzenie na odległość zwykle powraca po odpoczynku (rozkurczeniu) mięśnia poprzez patrzenie w dal. Im dłużej mięsień jest skurczony tym bardziej zwiększa się kurcz i wymaga dłuższego czasu odpoczynku).

## Stopnie krótkowzroczności
- Niska krótkowzroczność – do −3,0 dioptrii (widzenie z bliska przy wadzie −3 jest wręcz komfortowe, bo nie wymaga akomodacji)
- Średnia krótkowzroczność – od −4,0 do −7,0 dioptrii
- Wysoka krótkowzroczność – powyżej −7,0[3] dioptrii

Bardzo wysoka krótkowzroczność nie jest jedynie wadą refrakcji, którą w pełni można skorygować optycznie. Przy wydłużonej gałce ocznej na jej tylnym biegunie często występują zanikowe zmiany zwyrodnieniowe naczyniówki, siatkówki i ciała szklistego, zwłaszcza w późniejszym okresie życia. Zwiększa się też ryzyko odwarstwienia siatkówki. W przypadku osób dotkniętych zespołem Marfana w ogromnej liczbie przypadków ma się do czynienia z krótkowzrocznością wysoką (myopia alta), osiągającą wartości kilkunastu lub kilkudziesięciu dioptrii.

## Patogeneza krótkowzroczności
Na rozwój krótkowzroczności mają wpływ zarówno czynniki genetyczne, jak i środowiskowe, przy czym te drugie w obecnych czasach mają dużo większe znaczenie.
W 1864 roku holenderski okulista Donders zauważył, że przedłużona praca z bliska sprzyja wydłużaniu się gałki ocznej. Praca z bliska wiąże się z napięciem akomodacji oraz z konwergencją (zbieżne ustawienie oczu). Początkowo o wydłużanie gałki ocznej posądzano ciśnienie wewnątrzgałkowe, które podwyższa się podczas patrzenia na blisko znajdujące się przedmioty, jednak z późniejszych badań wynika, że może ono nie mieć dużego znaczenia w rozwoju krótkowzroczności, a za wydłużanie gałki ocznej odpowiada raczej nacisk mięśni skośnych na tylną część twardówki.

## Korekcja laserowa
Treść tej sekcji może nie być zgodna z zasadami neutralnego punktu widzenia.
Dokładniejsze informacje o tym, co należy poprawić, być może znajdują się w dyskusji tej sekcji.
 Po wyeliminowaniu niedoskonałości należy usunąć szablon [[Szablon:Dopracować|]] z tej sekcji.

### Metoda SMILE
Krótkowzroczność może być leczona laserowo. Jedną z najnowszych metod jest procedura mikroinwazyjna z wykorzystaniem lasera femtosekundowego. Taki laser wykorzystywany jest w metodzie o nazwie ReLEx SMILE (skrót od ang. Refractive Lenticule Extraction – Small Incision Lenticule Extraction, pol. refrakcyjna ekstrakcja soczewki – ekstrakcja soczewki małym nacięciem). Urządzenie do tej procedury wyprodukował niemiecki koncern optyczny Carl Zeiss. W metodzie SMILE laser tworzy w rogówce soczewkę (ang. lenticule) o żądanych wymiarach stosownie do korygowanej wady pacjenta. Wycinek rogówkowy jest usuwany poprzez małe nacięcie (do 4 mm). Zabieg powoduje zmianę kształtu krzywizny rogówki (przy wadzie minusowej – spłaszczenie), co koryguje ostrość widzenia. W tej procedurze nie tworzy się płatka rogówki, jak w technice femtoLASIK.
Metoda SMILE pozwala korygować krótkowzroczność oraz astygmatyzm krótkowzroczny. Badania wykazały, że efekty leczenia metodą SMILE dla umiarkowanej i wysokiej krótkowzroczności są równie dobre jak w metodzie LASIK z laserem femtosekundowym. SMILE może być metodą technicznie wymagającą, o podobnych powikłaniach jak w przypadku metody LASIK. Metoda istotnie ingeruje w przednią część istoty właściwej rogówki. Jednocześnie jej wpływ na pooperacyjne wydzielanie łez czy wywołanie objawów zespołu suchego oka pozostaje nadal niejasny – za główny powód uznaje się nieodwracalne uszkodzenie nerwów w trakcie zabiegu. Przewlekły zespół suchego oka występuje ze zbliżoną częstotliwością (20–40%) u pacjentów po zabiegach metodami SMILE i LASIK. Dzięki minimalnemu naruszeniu struktur oka po zabiegu metodą SMILE rogówka pacjenta może być silniejsza niż po zabiegu laserowym, w którym tworzone są płatki rogówki (jak np. w metodzie femtoLASIK). Mimo to także po zabiegu metodą SMILE dochodziło do ektazji rogówki (patrz stożek rogówki), polegającej na odkształceniu osłabionej struktury rogówki. To niebezpieczne powikłanie może powodować konieczność przeszczepu rogówki, a nawet doprowadzić do utraty wzroku.
Dwaj naukowcy z Danii w podsumowaniu opisu metody ocenili SMILE jako niezawodną, wydajną i bezpieczną procedurę korekcji w przypadkach umiarkowanej i wysokiej krótkowzroczności. Metoda ta jednak nie może być zastosowana w skomplikowanych przypadkach u pacjentów z nieregularnymi kształtami rogówek. Przez doktora Morrisa Waxlera, który zatwierdzał urządzenia do przeprowadzania operacji w Stanach Zjednoczonych, by potem zmienić zdanie w obliczu narastającej ilości informacji o powikłaniach, chirurgia refrakcyjna uznawana jest za pełen manipulacji biznes, dzięki któremu chirurdzy bogacą się kosztem zdrowia nieświadomych pacjentów.